# Aleksej Sergeevič Seleznëv
Aleksej Sergeevič Seleznëv (in russo Алексей Сергеевич Селезнёв?; Tambov, 1888 – Bordeaux, giugno 1967) è stato uno scacchista e compositore di scacchi russo (sovietico dal 1921); è noto comunemente con la grafia  Alexey Selezniev.

## Biografia
Nato da una ricca famiglia di mercanti, si laureò in legge all'Università di Mosca.
Nel 1914 partecipò al torneo di Mannheim, che fu interrotto per l'inizio della prima guerra mondiale. I giocatori russi, tra cui Seleznëv, Alechin e Bogoljubov, furono internati a Triberg. Dopo alcuni mesi qualcuno fu liberato (tra cui Alechin), ma Seleznëv, Bogoljubov ed altri rimasero per molti anni in Germania.
In Germania giocò in molti tornei con buoni risultati: nel 1916 fu =2º con Rabinovich a Triberg, e pari primo con Rabinovič sempre a Triberg l'anno successivo. Nel 1919 fu secondo dietro Bogoljubov a Berlino.
Il suo miglior risultato fu il quarto posto nel fortissimo torneo di Märisch Ostrau del 1923, dietro ad Emanuel Lasker, Réti e pielmann, ma davanti tra gli altri a Tartakower, Euwe, Tarrasch e Rubinstein.
Nel 1924 partecipò al torneo di Merano, il più forte torneo internazionale disputato in Italia fino ad allora, classificandosi quarto su 14 giocatori (vinse Ernst Grünfeld). Al termine del torneo tornò in Russia e partecipò a tre Campionati sovietici (1924, 1925 e 1927), ottenendo il miglior piazzamento col sesto posto nel campionato del 1924 (vinto da Bogoljubov). 
Dal 1930 visse a Donezk (all'epoca Stalino) in Ucraina. Nel 1931 vinse (fuori concorso) il Campionato ucraino di Poltava. Dopo il termine della seconda guerra mondiale, con l'aiuto di Bogoljubov, riuscì a fuggire all'estero. Si stabilì prima a Triberg, poi emigrò in Francia a Bordeaux.
Seleznëv fu anche un importante compositore di studi e scrisse due libri sull'argomento:
- 35 Endspielstudien von Schachmeister A. Selesnieff (con prefazione di Emanuel Lasker), Bernhard Kagan Verlag, Berlino, 1919 (in tedesco)
- 100 schachmatnych etjudow, Fizkultura i sport, Mosca /Leningrado, 1940 (in russo)